# Michael Yeats
Michael Yeats (n. 22 august 1921 – d. 3 ianuarie 2007, Dublin, Irlanda) a fost un om politic irlandez, membru al Parlamentului European în perioada 1973 din partea Irlandei.
1. 1 2  „Michael Yeats”, Gemeinsame Normdatei, accesat în 14 octombrie 2015
2. 1 2  Michael Yeats, SNAC, accesat în 9 octombrie 2017
3. 1 2  [William] Michael Yeats, Kindred Britain
4. ↑   https://web.archive.org/web/20121011103507/http://www.irishtimes.com/newspaper/ireland/2007/0104/1167776630466.html, arhivat din original la |archive-url= necesită |archive-date= (ajutor) Lipsește sau este vid: |title= (ajutor)
5. 1 2 3 4  Kindred Britain
6. 1 2 3 4 5 6   https://www.oireachtas.ie/en/members/member/Michael-B-Yeats.S.1951-08-14 Lipsește sau este vid: |title= (ajutor)
7. ↑   http://www.assembly.coe.int/nw/xml/AssemblyList/MP-Details-EN.asp?MemberID=429 Lipsește sau este vid: |title= (ajutor)